# ریهالو
ریهالو شهری در شهرستان ناندیالا در استان بولکیمده در بورکینافاسوی غربی مرکزی است جمعیت آن ۱۱۱۷ نفر است.